# Alberto Demiddi
Alberto Demiddi, né le 11 avril 1944 et mort le 25 octobre 2000, est un rameur argentin ayant représenté son pays lors de deux éditions des Jeux olympiques (1968 et 1972). Il participe aux compétitions d'aviron dans l'épreuve du skiff et y remporte une médaille d'argent et une médaille de bronze.

## Palmarès

### Jeux olympiques
- Jeux olympiques de 1968 à Mexico,  Mexique
  -  Médaille de bronze

- Jeux olympiques de 1972 à Munich,  Allemagne
  -  Médaille d'argent